# Carl Ludwig Matthes
Œuvres principales
Urania's Weissagung
Carl Ludwig Matthes, également appelé Karl Ludwig Matthes, Carl Matthes, Carl Ludewig Matthes ou Carl Ludewig Matthees,, né en 1751 à Berlin, est un hautboïste et compositeur allemand de la période classique.

## Biographie

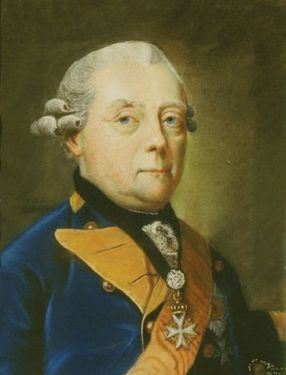
Henri-Frédéric de Brandebourg-Schwedt, l'employeur de Carl Ludwig Matthes.

Carl Ludwig Matthes naît en 1751 à Berlin en Prusse, où son père était musicien de la ville,,,,,.
Il étudie le hautbois chez Carlo Besozzi à Dresde,,,,.
Vers 1781, Carl Ludwig Matthes devient musicien de chambre et hautboïste du Margrave de Brandebourg-Schwedt Henri-Frédéric de Brandebourg-Schwedt,,,. Après la mort du margrave et la dissolution de son orchestre, il reprend une fabrique mais, comme il n'avait aucune expérience dans la gestion d'une entreprise, il se retrouve rapidement endetté et se déclare en faillite,.
Après cet épisode malheureux, Matthes revient à la musique,.
Son frère aîné, Johann-Wilhelm Matthes, était musicien de chambre du prince Henri de Prusse et était considéré en 1799 comme un des violonistes les plus habiles de son temps.

## Œuvre
Bien que principalement instrumentiste, Carl Ludwig Matthes a composé pour son instrument, le hautbois,.
Il compose le prologue Urania's Weissagung, qui est joué le jour de l'anniversaire du roi de Prusse Frédéric-Guillaume II au théâtre margravial de Schwedt-sur-Oder en 1786,.

## Réputation
Selon Ernst Ludwig Gerber en 1790, « il jouait principalement l'adagio avec goût et sensibilité. On le place au rang des virtuoses immédiatement après Besozzi, Fischer et Le Brun »,.
On trouve deux sonates pour hautbois de Carl Ludwig Matthes dans les Musikalisches Vielerley publiées par Carl Philipp Emanuel Bach chez Michael Christian Bock : la sonate pour hautbois et basse continue en mi bémol majeur et la sonate pour hautbois en do majeur,.

## Enregistrements
- 2021 : The Oboe in Berlin, œuvres de Carl Philipp Emanuel Bach, Christoph Schaffrath, Wilhelm Friedemann Bach, Carl Ludwig Matthes et Johann Gottlieb Janitsch par Xenia Löffler, hautbois (Accent - ACC 24377)

Cet enregistrement comprend sa sonate pour hautbois et basse continue en mi bémol majeur.